# 威廉·比辛
威廉·比辛（德語：Wilhelm Büsing，1921年3月2日—2023年6月25日），德国男子马术运动员。他曾代表德国参加1952年夏季奥林匹克运动会马术比赛，获得团体三项赛银牌和个人三项赛铜牌。